# 579년

## 연호
- 남진(南陳) 태건(太建) 11년
- 후량(後梁) 천보(天保) 18년
- 북주(北周) 대성(大成) 원년 / 대상(大象) 원년
- 신라(新羅) 홍제(鴻濟) 8년

## 기년
- 남진(南陳) 선제(宣帝) 11년
- 북주(北周) 선제(宣帝) 원년 / 정제(靜帝) 원년
- 신라(新羅) 진지왕(眞智王) 4년 / 진평왕(眞平王) 원년
- 고구려(高句麗) 평원왕(平原王) 21년
- 백제(百濟) 위덕왕(威德王) 26년

## 사건
- 로마 원로원 해체
- 신라, 진지왕이 방탕한 생활을 하다가 왕의 자리에서 쫓겨났다.
- 8월 24일 진지왕이 사망하고, 진흥왕의 장남 동륜의 아들 백정이 진평왕으로 왕의 자리에 오르다.

## 사망
- 7월 30일 - 교황 베네딕토 1세, 62대 로마 교황.
- 8월 24일(음력 7월 17일) - 신라(新羅) 25대 왕 진지왕(眞智王)
- 가락국의 문신 김무력(金武力)